# Donghol-Touma
 (octobre 2019).
Donghol-Touma est une des 12 sous-préfectures de Pita, une ville de la République de Guinée, en Afrique de l'Ouest.

## Subdivision administrative
Donghol Touma est  une  sous-préfecture  composée  de 11 districts qui sont :  Doucki, Donghol Centre, Doukoukou, Bouléré, Bambaya, Ndalao, Kadiel, Kalilamban, Pellal, Guemé, Taïré.
Habité par des Peuls issus des différents diwés (provinces) qui  composent  le Fouta Djallon ancien, généralement de Timbi, Timbo, Fougoumba et Labé.

## Population
En 2016, la localité comptait 25,207 habitants.

## Tourisme
Certains districts sont des lieux touristiques comme le district de Doucki avec ses falaises et canyons sans oublier les baffons, le  mont des Hyènes, les échelles de Ballan, la grotte de Karé et le site de Pété Djigadjé. 

## Religion
L'islam est la principale religion pratiquée avec ses branches tidjania (soufisme) et sunnite. 

## Éducation
Dans la sous-préfecture on trouve le collège de 6 salles situé à Donghol-centre au bord de la route nationale N°22.

## Activités économiques
Les activités principales de la sous-préfecture sont l'agriculture, l'élevage, le commerce et l'artisanat.